# Atentatul de la Shanghai din 2024
La 30 septembrie 2024, un incident de înjunghiere în masă a avut loc la un supermarket, soldat cu moartea a trei persoane și rănirea altor 15. Un suspect de 37 de ani a fost arestat la fața locului.

## Incident
La 30 septembrie 2024, în ajunul Zilei Naționale a Chinei⁠(d), un incident de înjunghiere în masă a avut loc la un supermarket Walmart din districtul Songjiang⁠(d) din Shanghai. Un total de 18 victime au fost transportate de urgență la spital, deși trei dintre acestea au murit din cauza rănilor provocate de cuțit, în timp ce celelalte 15, care au suferit toate răni care nu le puneau viața în pericol, erau în curs de tratament.
Potrivit poliției locale, suspectul, un bărbat în vârstă de 37 de ani pe nume Lin, a fost reținut de autorități la fața locului. Suspectul ar fi nutrit sentimente de furie care au apărut în urma unei „dispute economice personale”, ceea ce l-a determinat pe suspect să comită crima.